# ČD – Telematika
ČD - Telematika a.s. je poskytovatelem velkoobchodních internetových, datových a hlasových služeb a dodavatelem služeb v oblasti správy, údržby a výstavby optických infrastruktur. Provozuje druhou největší optickou síť v ČR, která je součástí infrastruktury státu. Portfolio svých činností doplňuje službami s přidanou hodnotou zahrnujícími systémovou integraci, diagnostiku a analýzu dat nebo kybernetickou bezpečnost. Dalším segmentem poskytovaných služeb je silniční telematika nebo oblast Internetu věcí, kde realizuje řešení například chytrého parkování. Společnost má vlastní CSR program. Podporuje mimo jiné Dětské centrum Strančice.

## Historie společnosti
- 1994 Založení ČD - Telekomunikace, s. r. o., jako investiční společnosti pro vybudování digitální telekomunikační sítě využívající optická vlákna a širokopásmové přenosové technologie.
- 1999 Zahájení výstavby vysokorychlostní páteřní optické sítě na základě dohody se společností České dráhy, s.o., o výstavbě železniční vysokokapacitní páteřní sítě.
- 2010 Dokončení upgradu přenosové sítě DWDM, posílení páteřního přenosového systému sítě ČD-T s možností prodeje nových WDM služeb; zvýšení propustnosti a stability sítě IPNET pro přenosy L2 ethernetových a L3 internetových služeb díky její modernizaci.
- 2012 ČD-T podporuje IPv6. Rozvoj poskytování služeb na bázi DWDM a v oblastech Telehousingu a Serverhousingu, expanze páteřní sítě a realizace investice prostřednictvím implementace přenosové platformy DWDM.
- 2013 Uzavření smluv se SŽDC, s.o. a s Českou republikou – Ministerstvem obrany, realizace projektu vybavování železničních kolejových vozidel radiostanicemi GSM-R.
- 2014 Nový člen projektu FENIX – bezpečný internet v ČR a spuštění pilotního projektu WiFi Free na vybraných vlakových nádražích. Realizace zakázky pro Ředitelství silnic a dálnic na úpravy technologických zařízení Pisáreckého tunelu Brno.
- 2015 Rozšíření bezpečnostních produktů o ČDT-ANTIDDOS a další služby v rámci ICT Security.
- 2016 Vstup na trh internetu věcí (IoT – Internet of Things) s řešením chytrého parkování
- 2017 Podíl na budování optické datové sítě Plzeňského kraje CamelNET; službu ČDT-ANTIDDOS užívá i Úřad vlády ČR, služba WiFi Free se rozšiřuje na další vlaková nádraží; další instalace systémů chytrého parkování.
- 2018 upgrade přenosové L2 sítě,[1] další zakázky v silniční dopravní telematice, v oboru železniční dopravy (budování systému GSM-R), pokračují instalace systémů chytrého parkování. Spuštění nových programů zaměřených na studenty a spolupráci se školami.[3]

V minulosti se Českým drahám podařilo vykoupit akcie ve vlastnictví Odborového svazu železničářů a firmy AŽD a tak zvýšit svůj podíl z původních 59  % akcií na 69  %.
Zhruba třetinový podíl držely v roce 2014 společnosti Nyland Holding a Titulus Holding, za něž je podnikatel David Knop-Kostka Českým drahám v červnu 2014 nabízel za 198 milionů Kč. České dráhy na nabídku neodpověděly a podíl koupila společnost Dial Telecom. Od ní České dráhy v dubnu 2016 chtěly tento podíl koupit za 405 milionů Kč, ale Dial Telecom nakonec akcie prodal firmě UNI Telematika ovládané Pavlem Hubáčkem, podle neoficiálních informací za cenu v rozmezí 400 až 600 milionů korun.
Policie se zajímala o to, že bývalý generální ředitel Českých drah Daniel Kurucz po svém odchodu ze státní firmy uzavřel kontrakt s firmou O2 Czech Republic, ovládanou miliardářem Petrem Kellnerem a jejím jménem se snažil některé minoritní podíly vykoupit pro tuto firmu.
V dubnu 2018 České dráhy potvrdily, že chtějí svůj podíl (69,18 %) v ČD - Telematika prodat, avšak nepotvrdily, komu. Uvažovaný přeprodej akcií na Správu železniční dopravní cesty potvrdil a podpořil ministr dopravy Dan Ťok. SŽDC by se následně měla pokusit vykoupit podíly i od dvou minoritních akcionářů a firmu tak stoprocentně ovládnout. Klíčovým minoritním akcionářem ČD - Telematika je UNI Telematika (29,04 %), za níž stojí olomoucký miliardář Pavel Hubáček, majitel banky Creditas. Zbylých 1,78 % ČD - Telematiky drží stavební firma OHL ŽS. ČD - Telematika v Česku disponuje po O2 druhou nejrozsáhlejší sítí optických kabelů a dlouhodobým cílem státu je mít svého vlastního providera, telekomunikačního operátora sloužícího pro celou státní správu.